# Plasticiteitsindex
De plasticiteitsindex PI van een grondmonster is het verschil in watergehalte tussen de vloeigrens wL en de uitrolgrens wP (de Atterbergse grenzen), of anders gezegd het verschil in watergehalte nodig voor de overgang van een semi-vaste toestand tot een plastische toestand en van plastisch tot de vloeibare toestand: 
PI = wL-wP.
Het geeft de grootte van het gebied (in watergehalte) waarbij de grond zich plastisch gedraagt.
Klei heeft een hoge PI, leem een minder hoge. Grondtypes met een index 0 (maw: geen plastisch gebied: van droog onmiddellijk overgang tot vloeibaar) bevatten meestal geen leem of klei, maar zand.